# フロイド・アイテ
フロイド・アマ・アイテ（Floyd Ama Ayité, 1988年12月15日 - ）は、フランス・ボルドー出身のサッカー選手。トーゴ代表である。ヴァランシエンヌFC所属。ポジションはミッドフィールダー。
兄のジョナタン・アイテもトーゴ代表。

## 経歴

### クラブ
FCジロンダン・ボルドーの下部組織で育成され、2008年5月にアブドゥ・トラオレ、シェイク・ディアバテと共に初プロ契約を結んだ。
2008年6月、アンジェSCOに買い取りオプション無しのレンタルで加入。 2009年7月20日、今度はASナンシーにレンタル移籍。
2011年11月16日、スタッド・レンヌに2年半契約で完全移籍。
2014年7月1日、SCバスティアと3年契約を締結。
2016年7月、フラムFCに延長オプション付きの3年契約で完全移籍。
2019年9月、ゲンチレルビルリイSKへ2年契約で移籍。

### 代表
フランス生まれであるが、代表はルーツのトーゴを選択した。